# Jüdischer Friedhof (Delligsen)
Der Jüdische Friedhof Delligsen befindet sich als ein jüdischer Bereich auf dem kommunalen Friedhof in Delligsen, einer Einheitsgemeinde und ein Flecken im Landkreis Holzminden in Niedersachsen.
Auf dem Friedhof befinden sich 3 Grabsteine und in demselben Bereich noch zehn Grabhügel ohne Stein. Aufgrund der vorhandenen 3 Grabsteine wird davon ausgegangen, dass der jüdische Bereich mindestens von 1869 bis 1944 belegt wurde.